# Amphiktyonie
Eine Amphiktyonie (altgriechisch ἀμφικτυονία amphiktyonía; vermutlich abgeleitet von ἀμφικτίονες amphiktíones „die in der Umgebung leben“, von ἀμφί amphí „um … herum“ und κτίζειν ktízein „gründen, bauen, wohnen“) war ein loser Verband von Städten im antiken Griechenland, in Kleinasien und Etrurien auf religiös-kultureller Basis. Diese Städtebünde bildeten sich zunächst um ein Heiligtum, um es zu schützen und zu verwalten. Später kam die Veranstaltung von Festspielen zu Ehren der Gottheit hinzu. Wann und wo eine Amphiktyonie das erste Mal auftrat, ist unbekannt. Es gibt aber Anzeichen dafür, dass es sie bereits vor den auf städtischem Areal errichteten Heiligtümern gab.
Eine militärische Bundesgenossenschaft griechischer Städte wird dagegen Symmachie genannt.

## Amphiktyonien im antiken Griechenland

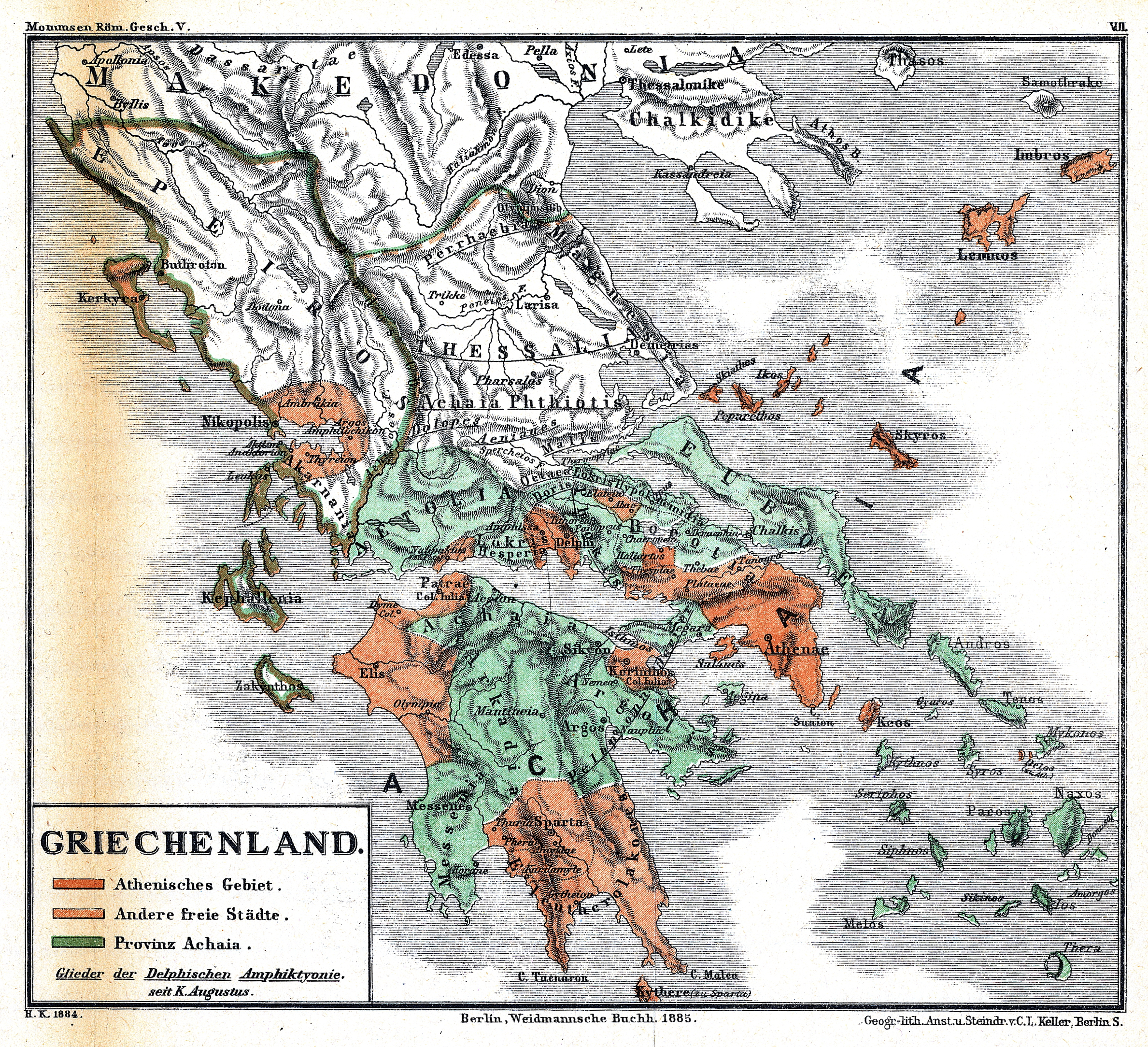
Glieder der Delphischen Amphiktyonie seit Kaiser Augustus

Frühgeschichtliche Beispiele sind die Amphiktyonie um die Poseidon-Heiligtümer auf der Mykale (Panionion). Amphiktyonien gab es in Argos, Kalaureia, Onchestos, bei Haliartos, auf Delos etc. Die bedeutendste war aber die von Anthela bei den Thermopylen, deren Entstehung vom Mythos auf Amphiktyon, den Sohn des Deukalion und der Pyrrha, zurückgeführt wird, und deren Sitz durch den Einfluss der Dorer später nach Delphi verlegt wurde. Mitglieder dieses Bundes waren ursprünglich die Doloper, Thessalier, Ainianen oder Oitaier, Magneten, Malier, Phthioten und Perrhäber, denen sich später auch die Phoker, Lokrer, Dorer, Böotier und Ionier in Attika und Euböa anschlossen, so dass die Zahl der Teilnehmer die heilige Zwölfzahl erreichte. Jeder der zwölf Stämme war durch zwei Gesandte bei den Versammlungen vertreten; ferner schickte jeder Tempelboten (Hieromnemonen), welche die Opfer darzubringen, und Pfortenredner (Pylagoroi), welche den Landfrieden zu erhalten hatten. Zweck des Bundes war zunächst Schutz der Heiligtümer der Demeter in Anthela und des Apollon zu Delphi, gemeinschaftliche Feier gewisser Feste, namentlich der pythischen in Delphi, dann aber die Aufrechthaltung völkerrechtlicher Grundsätze, wie:
- Dass keine der amphiktyonischen Städte von Grund aus zerstört,
- keiner das Wasser abgeschnitten und
- keine von dem gemeinschaftlichen Opfer und vom Bundesheiligtum ausgeschlossen werden dürfe.

Man hielt jährlich zwei feierliche Versammlungen, im Frühjahr zu Delphi, im Herbst zu Anthela bei den Thermopylen; erstere fiel mit den Pythischen Spielen zusammen. Bei diesen Versammlungen wurden Streitigkeiten geschlichtet, bürgerliche und peinliche Verbrechen, besonders Vergehen gegen das Völkerrecht und gegen den Tempel zu Delphi, bestraft. Wurde die einer Stadt auferlegte Geldbuße nicht bezahlt, so konnte der Bund mit Waffengewalt einschreiten. Dies zeigen dessen Heilige Kriege.
Auch konnte die Versammlung einzelne Städte oder ganze Staaten vom Bund ausschließen. Mit der Zeit wuchs die Anzahl der teilnehmenden Staaten bis auf 30; immer aber wurden die Stimmen auf die ursprünglichen zwölf Stämme reduziert, so dass mehrere Poleis zusammen nur eine Stimme hatten.

## Geschichte
Die Amphiktyonie hat von den ersten Anfängen hellenischer Zivilisation bis zum Untergang der griechischen Freiheit bestanden, obwohl unter manchen Veränderungen. Die ursprünglichen zwölf Völker blieben konföderiert bis zum Dritten Heiligen Krieg, nach dessen Beendigung (346 v. Chr.) die Phoker ausgestoßen wurden; ebenso die Lakedämonier, weil sie die Phoker unterstützt hatten. Dafür traten unter Philipp die Makedonier ein. Später wurden die Phoker wieder aufgenommen, zum Lohn für die gegen die Gallier bewiesene Tapferkeit. Um 221 bemächtigten sich die Ätolier des delphischen Tempels und verdrängten die Amphiktyonie ganz.
Noch unter Roms Herrschaft führten die Amphiktyonen den Vorsitz bei den Pythischen Spielen. Zuletzt wird der Bund in der Zeit der Antoninen erwähnt. Sein Ende fällt wohl mit der Aufhebung des delphischen Orakels durch Kaiser Theodosius I. zusammen. Der politische Einfluss der Amphiktyonie war in der Blütezeit Griechenlands nicht groß; wohl aber verdankt ihr Hellas mit dem Schutz seines größten und reichsten Orakels auch die Erhaltung der Einheit des religiösen Kultus.

## Hypothese eines sakralen Zwölfstämmebundes in Israel
Martin Noth stellte 1930 die Hypothese vor, dass die Israeliten in vorstaatlicher Zeit als sakraler Zwölfstämmebund organisiert gewesen seien. Diese Hypothese war rund dreißig Jahre in der alttestamentlichen Exegese fast konsensual akzeptiert, sowohl im deutschsprachigen Raum als auch (da William F. Albright sie übernahm) unter amerikanischen Bibelwissenschaftlern. Sie geriet in den 1970er Jahren in die Kritik und ist seit den 1980er Jahren aufgegeben.